# 格里芬·馬修斯
格里芬·馬修斯（英語：Griffin Matthews，1981/1982年－）是一名美國男演員、編劇和導演。

## 早期生活與教育
馬修斯出生於賓夕法尼亞州匹茲堡，畢業於卡內基美隆大學，並獲得藝術學士學位。

## 職業生涯
馬修斯曾在西非的和平隊服役兩年。2005年，他成立一個非營利組織UgandaProject（原名為Be The Change Uganda），以支持烏干達的青少年教育。
馬修斯與丈夫馬特·古爾德（Matt Gould）共同創作音樂劇《見證烏干達》（Witness Uganda），後來改名為《Invisible Thread》，該劇是根據他在烏干達做志工的經歷創作的。該音樂劇在2012年和2014年贏得2014年理查德·羅傑斯音樂劇獎。
馬修斯在2022年Disney+網路劇集中飾演時裝設計師盧克·雅各森。他的其他電視作品包括《親愛的白人》、《單身毒媽》、和《法律與秩序：洛杉磯》。
身為非裔的馬修斯曾批評美國戲劇中制度化的種族主義。

## 個人生活
馬修斯是公開的同性戀者。他於2017年與作曲家兼作家馬特·古爾德結婚；他們於2002年通過在非洲的和平隊服務認識。兩人在2022年8月收養了兩個兒子。

## 外部連結
- 格里芬·馬修斯在互联网电影资料库（IMDb）上的資料（英文）
- 格里芬·馬修斯的Instagram帳戶